# Вісенте Сальдівар
Вісенте Самуель Сальдівар Гарсія (ісп. Vicente Samuel Saldívar García; 5 березня 1943 — 18 липня 1985) — колишній мексиканський професійний боксер напівлегкої ваги.
Чемпіон світу у напівлегкій вазі за версіями WBA (26.09.1964—10.1967) і WBC (26.09.1964—10.1967, 09.05.1970—11.12.1970).
У 1999 році занесений до Міжнародної зали боксерської слави (англ. IBHOF).

## Любительський бокс
Займатися боксом розпочав у дитячі роки, провів вдалу любительську кар'єру, вершиною якої стало здобуття мексиканського титулу «Золота рукавичка» і включення до національної олімпійської збірної команди з боксу.
На літніх Олімпійських іграх 1960 року в Римі (Італія) виступав у змаганнях боксерів напівлегкої ваги, проте у першому ж двобої поступився Ернсту Червету (Швейцарія).

## Професійний бокс
У професійному боксі дебютував у 1961 році, за три роки по тому виборов титул чемпіона Мексики у напівлегкій вазі, перемігши Хуана Раміреса.
26 вересня 1964 року в Мехіко у чемпіонському поєдинку переміг Шугара Рамоса і став другим чемпіоном світу в напівлегкій вазі за версіями WBA і WBC.
Протягом 1965—1970 років 8 разів захищав свій титул у поєдинках проти таких суперників, як: Рауль Рохас, Говард Вінстон (тричі), Флойд Робертсон, Міцунорі Секі (двічі), Джонні Фамешон.
11 грудня 1970 року в Тіхуані (Мексика) програв Куніякі Сібата (Японія), втративши пояс чемпіона світу за версією WBC.
Три роки по тому, у 1973 році, здійснив спробу повернути собі чемпіонський титул, проте поступився Едеру Жофрі (Бразилія), після чого завершив боксерську кар'єру.